# Martin Salmon
Martin Salmon durante a Volta de Colónia de 2019
Martin Salmon, (n. 29 de outubro de 1997 em Germersheim), é um ciclista alemão, membro da equipa Sunweb.

## Palmarés
- 2013
  -  Campeão da Alemanha em estrada cadetes
- 2015
  - 5.º do campeonato do mundo em estrada juniores
- 2019
  - 3.º do campeonato da Alemanha de corrida por pontos

## Resultados nas grandes voltas

### Volta a Espanha
1 participação
- 2020 : abandono (14. ª etapa)